# Waverley (region)
Waverley är en region i Australien. Den ligger i delstaten New South Wales, i den sydöstra delen av landet, nära delstatshuvudstaden Sydney. Antalet invånare är 70 706. Arean är 9,0 kvadratkilometer.
Följande samhällen finns i Waverley:
- Bondi Beach
- Bondi
- Bondi Junction
- North Bondi
- Bronte
- Dover Heights

Genomsnittlig årsnederbörd är 1 380 millimeter. Den regnigaste månaden är februari, med i genomsnitt 200 mm nederbörd, och den torraste är juli, med 36 mm nederbörd.